# Салім Назім
Салім Назім (1 січня 1955 — 7 травня 2025) — пакистанський хокеїст на траві.
Бронзовий призер Олімпійських Ігор 1976 року.